# Lactuca madatapensis
Lactuca madatapensis là một loài thực vật có hoa trong họ Cúc. Loài này được (Gagnidze) N.Kilian & Greuter mô tả khoa học đầu tiên năm 2006.